# Heima von Wedel
Heima Helene Marie Jenny Margarete Benigna von Wedel (* 8. Augustjul. / 21. August 1902greg. in Wiesenau/Auaste in Estland; † Juli 1992 im Kloster Neunwalde) war eine deutsche Malerin und Grafikerin.

## Leben und Werk
Heima von Wedel entstammte dem baltischen Zweig des Adelsgeschlechts von Wedel. Sie war das achte Kind des Gutsbesitzers Benno von Wedel (1862–1937) auf Wiesenau und Hohenheim (2501 Hektar) bei Hapsal (Haapsalu) und dessen Frau Helene, geb. Freiin von Stackelberg (1873–1945). Die Familie verlor im Ersten Weltkrieg ihren Besitz in Estland und ging nach Deutschland in den Harz. Dort absolvierte Heima von Wedel eine Ausbildung zur Krankenschwester. 1945 kam sie nach Schwerin. Sie widmete sich der Malerei und besuchte an der Universität Greifswald Seminare u. a. bei Herbert Wegehaupt, blieb aber künstlerische Autodidaktin. Ab 1949 arbeitete sie als Zeichnerin für die Mecklenburgische Kirchenzeitung, für die sie die Rubrik Aus unserer Landeskirche gestaltete. Sie schuf vor allem Porträtzeichnungen und Illustrationen zu biblischen Themen. Als 1953 ein Nachguss von Barlachs Bronzeskulptur Der Schwebende in den Güstrower Dom kam, widmete sie diesem Ereignis in der Kirchenzeitung eine Zeichnung.
Heima von Wedel wurde Mitglied des Verbands Bildender Künstler der DDR. Sie beteiligte sich an lokalen Kunstausstellungen in Schwerin, 1958 an der Vierten Deutsche Kunstausstellung in Dresden und 1960 in (Ost)-Berlin an der zentralen Ausstellung „Frauenschaffen und Frauengestalten in der bildenden Kunst. 50 Jahre Internationaler Frauentag“.
1967 zog Heima von Wedel in die Bundesrepublik.

## Werke (Auswahl)

### Malerei und Zeichnungen
- Selbstporträt (1953, Öl)[2][3]
- Frühherbst auf Usedom (1952, Folge von Aquarellen) u. a.[4][5]
- Chinesisches Mädchen (1958, Kohlezeichnung, 38 × 27 cm; u. a. auf der Vierten Deutsche Kunstausstellung)[6]
- Dunkeläugiges Kind (1958, Kohlezeichnung, 38 × 27 cm)

### Buchillustration
- Laßt uns gehen nach Bethlehem – Die Weihnachtsgeschichte. Hrsg.: Evangelische Haupt-Bibelgesellschaft, Berlin, 1949